# Dave Sabo

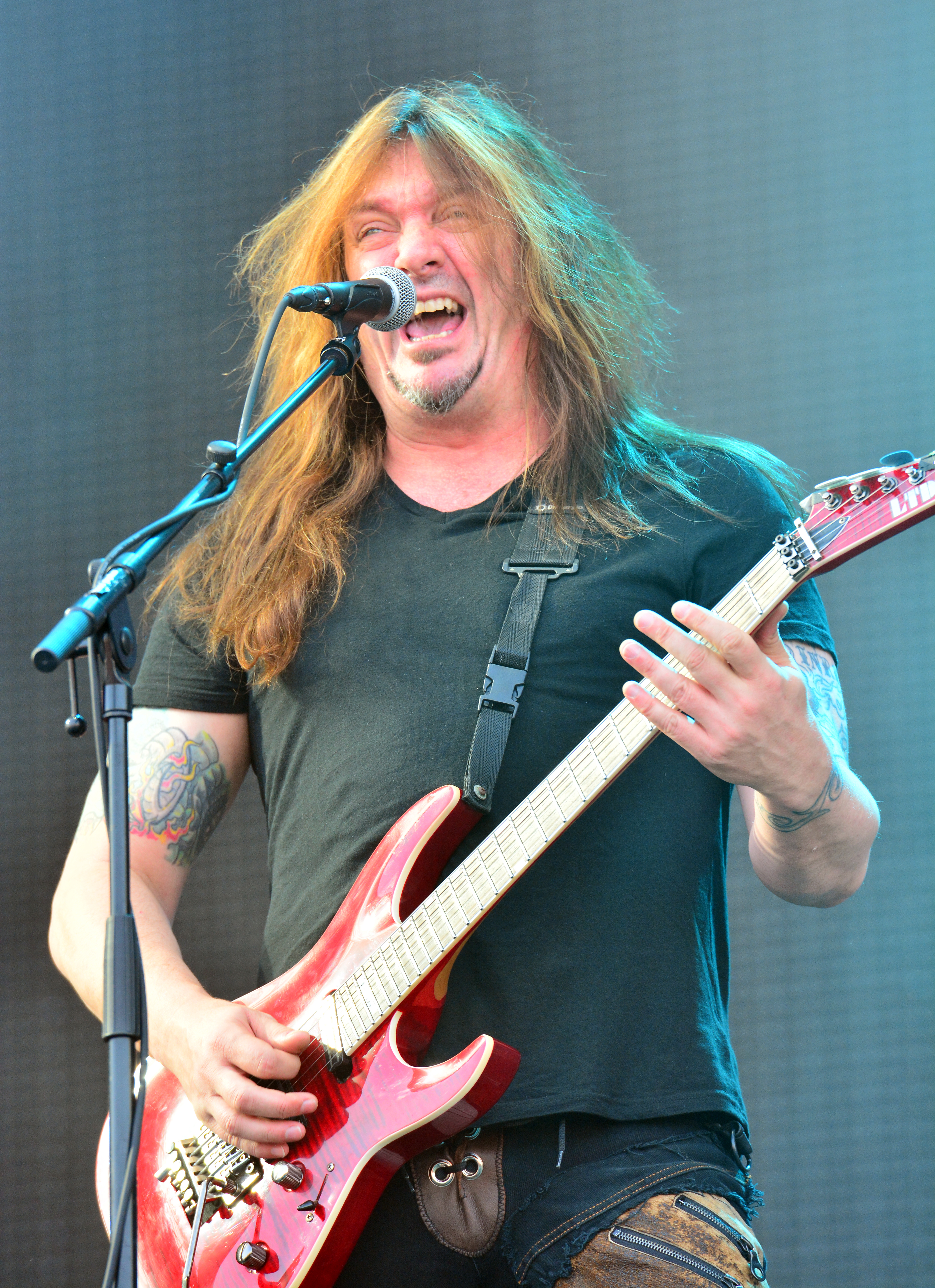
Dave Sabo Wacken Open Air 2014

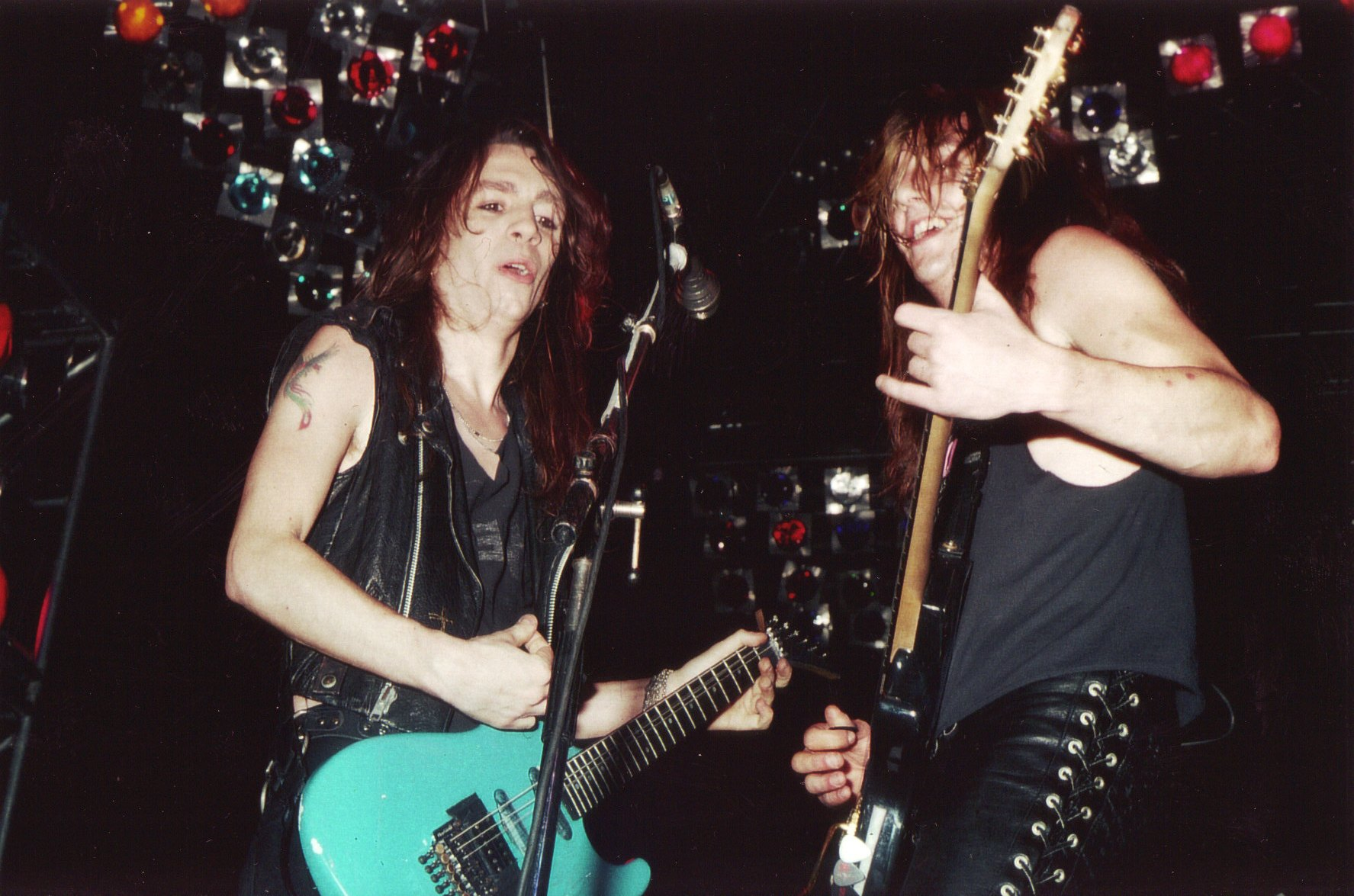
Dave Sabo und Scotti Hill (Paris 1989)

Dave „The Snake“ Sabo (* 16. September 1964 in Perth Amboy, New Jersey) ist ein US-amerikanischer Gitarrist und Songwriter der Rockband Skid Row. Zudem war er Gründungsmitglied der Band Bon Jovi. Zugleich ist er Manager der Band Down.

## Werdegang
Dave Sabo wuchs gemeinsam mit seinen Brüdern bei seiner alleinerziehenden Mutter in Sayreville, New Jersey auf, nur unweit von Jon Bon Jovi.
Sabo war Gründungsmitglied bei Bon Jovi und wurde vor dem ersten Studioaufenthalt durch Richie Sambora ersetzt. Schließlich traf er Rachel Bolan im örtlichen Musikgeschäft, wo er beschäftigt war. Mit ihm gründete er 1986 Skid Row.
Mithilfe seines Freundes Jon Bon Jovi erhielt Sabo einen Plattenvertrag bei Atlantic Records. Er schrieb viele der Songs auf den Multi-Platin-Alben Skid Row und Slave to the Grind.
Im Jahr 2000 war Sabo kurzzeitig Mitglied bei Anthrax, was aber wegen Terminproblemen nicht lange anhielt.